# Mezinárodní hudební festival Brno
Mezinárodní hudební festival Brno byl založen v roce 1966 a jeho součástí jsou dnes:
- Velikonoční festival duchovní hudby (od roku 1992)
- Mezinárodní interpretační soutěž (1996 - 2011) - od roku 2012 je pořadatelem soutěže JAMU v Brně.
- Moravský podzim
- Expozice nové hudby

Festival je členem Asociace hudebních festivalů ČR. Byl věnován dvakrát dílu Bohuslava Martinů (1966, 1990) a čtyřikrát Leoši Janáčkovi (1968, 1978, 1988 a 1998). Pořadatelem je město Brno, jeho organizátorem je od roku 2012 Filharmonie Brno.